# Alexandr Děpold z Auerspergu
Kníže Alexandr Děpold Vilém z Auerspergu (německy Alexander Theobald Wilhelm Fürst von Auersperg, 6. dubna 1818, Praha – 2. března 1866, Stoličný Bělěhrad) byl česko-rakouský šlechtic z rodu Auerspergů. Sloužil jako důstojník rakouské císařské armády.

## Život
Narodil se v Praze 6. dubna 1818 jako syn Karla Viléma II., 7. knížete z Auerspergu-Gottschee a jeho manželky Frederiky Luisy Vilemíny Henriety z Lenthe (1791–1860). 
Alexandr Děpold měl tři sourozence. Oba jeho bratři Karel Vilém (1814–1890) a Adolf Karel (1821–1885) byli významnými politiky v Čechách i na celostátní úrovni. Sestra Algaja (1812–1899) byla provdaná za českého politika Kristiána Koce z Dobrše (1806–1883).
Alexandr Děpold sloužil v císařské armádě, dne 3. června 1865 dosáhl hodnosti generálmajora.
Kníže Alexandr Děpold Vilém z Auerspergu zemřel 2. března 1866 ve Stoličném Bělěhradu.

### Manželství a potomstvo
14. ledna 1852 se v Budapešti oženil s uherskou šlechtičnou Šaroltou Szapáryovou z Muraszombath-Széchysziget-Szapáru (1831–1871). Z manželství se narodily tři děti:
- Vilém Vincenc z Auerspergu (1854–1876), zabitý v Praze
- Anna (1859, Pešť – 1915, Gyöngyös)